# Gnatholea biseburata
Gnatholea biseburata là một loài bọ cánh cứng trong họ Cerambycidae.